# Saint-Marcel-Paulel
Saint-Marcel-Paulel é uma comuna francesa na região administrativa da Occitânia, no departamento do Alto Garona. Estende-se por uma área de 7.1 km², com 420 habitantes, segundo os censos de 2018, com uma densidade de 59 hab/km².